# Sepedon spinipesamericana
Sepedon spinipesamericana är en tvåvingeart som beskrevs av Steyskal 1951. Sepedon spinipesamericana ingår i släktet Sepedon och familjen kärrflugor. Inga underarter finns listade i Catalogue of Life.